# Эхо-Саммит
Эхо-Саммит (англ. Echo Summit, вершина, где слышно эхо) — горный перевал на западе округа Эль-Дорадо (штат Калифорния). Высота 2250 м. Это самая высокая точка шоссе № 50, которая пересекает его на отметке 66,48 миль от Туин-Бриджес к Мейерс южнее озера Тахо.
В 1913 году через Эхо-Саммит была проложена «Южная дорога Сьерра-Невада» (называемая также «дорогой Пионеров»), являющаяся частью шоссе Линкольна, первого шоссе, пересекшего США с востока на запад. «Северная дорога Сьерра-Невада» проходит по перевалу Доннер-Пасс.
Эхо-Саммит известен своим высокогорным тренировочным лагерем, построенным для адаптации американских легкоатлетов к условиям высокогорья перед Олимпиадой 1968 года в Мехико. 6–16 сентября 1968 года там проходили отборочные предолимпийские соревнования американской легкоатлетической сборной. В лагере посреди леса была построена одна из первых в мире тартановых беговых дорожек. Позднее тартановая дорожка была перенесена в среднюю школу Южного Тахо, где прослужила до 2006 года.